# Теная (озеро)
Теная (англ. Tenaya Lake, Lake Ten-ie-ya, Py-we-ack, Yo-Semity Lake) — озеро в центральной части Калифорнии на западе США. Располагается в национальном парке Йосемити на территории округа Марипоса. Относится к бассейну реки Сан-Хоакин.
Озеро названо в честь индейского вождя Теная.
Находится на высоте 2484 м над уровнем моря в одноимённом каньоне, ледникового происхождения.
С северо-востока на юго-запад озеро пересекает верхнее течение одноимённого ручья, правого притока реки Мерсед.